# Comté de Prince Edward (Ontario)
Pour les articles homonymes, voir Comté du Prince-Édouard.
Le comté de Prince Edward (en anglais : Prince Edward County ; PEC) est une municipalité à palier unique du Sud de l'Ontario, au Canada. Située sur une presqu'île entre le lac Ontario et la baie de Quinte, cette municipalité s'étend sur 1 050,49 km2 et compte 25 704 habitants en 2021. La municipalité est connue notamment pour le parc provincial Sandbanks, dans lequel se trouvent les plus grands bancs de sable et dunes en eau douce au monde, et ses nombreux vignobles couvrant plus de 300 hectares. Son noyau urbain est la ville de Picton. 
Contrairement à ce que son nom indique, il ne s'agit pas d'un comté à proprement parler, mais d'une municipalité locale ne faisant partie d'aucune municipalité de palier supérieur.

## Démographie
La population du comté de Prince Edward est relativement stable depuis la constitution de la ville en 1998.
| 2001   | 2006   | 2011   | 2016   |
| ------ | ------ | ------ | ------ |
| 24 901 | 25 496 | 25 258 | 24 735 |

| 2021   | - | - | - |
| ------ | - | - | - |
| 25 704 | - | - | - |

## Galerie

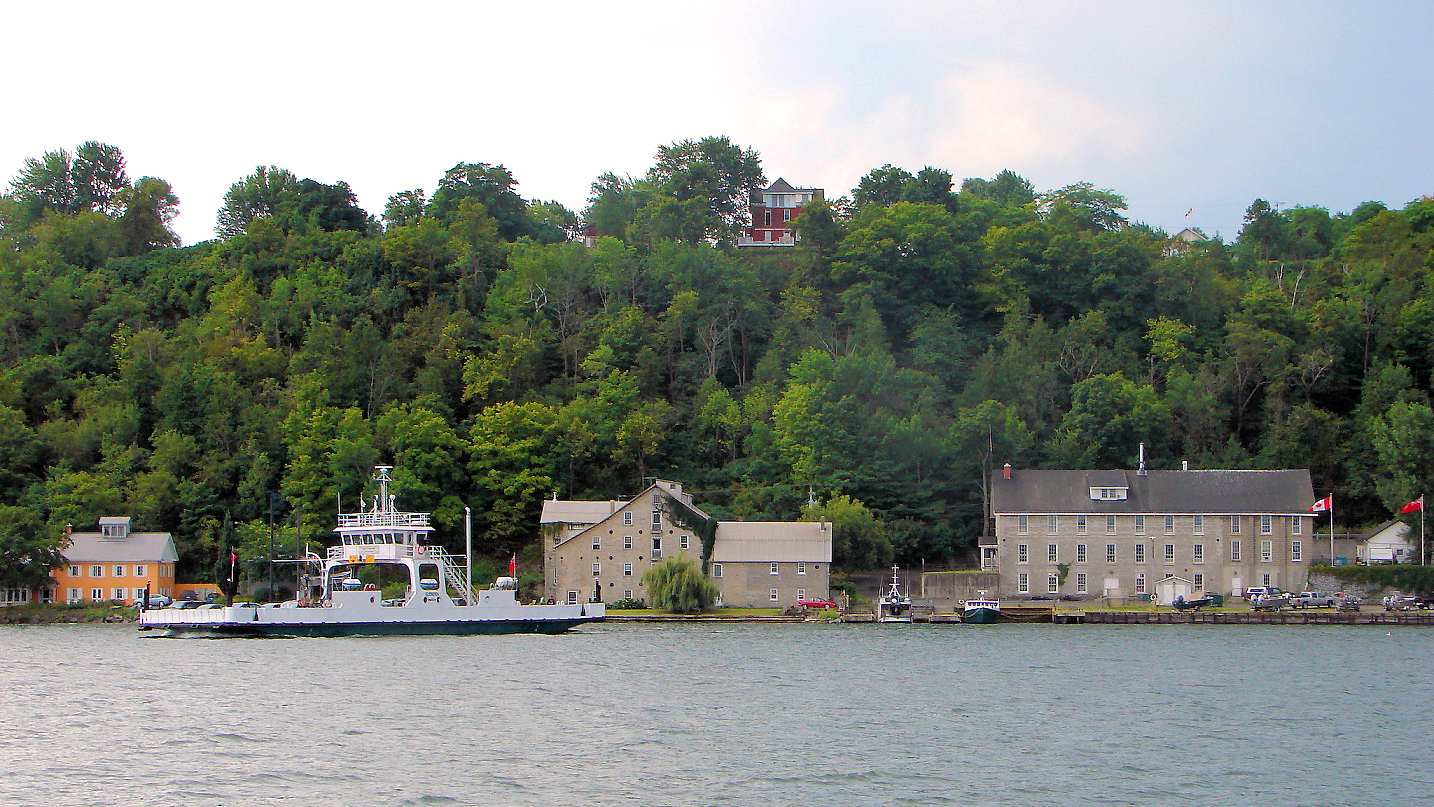
Localité de Glenora.
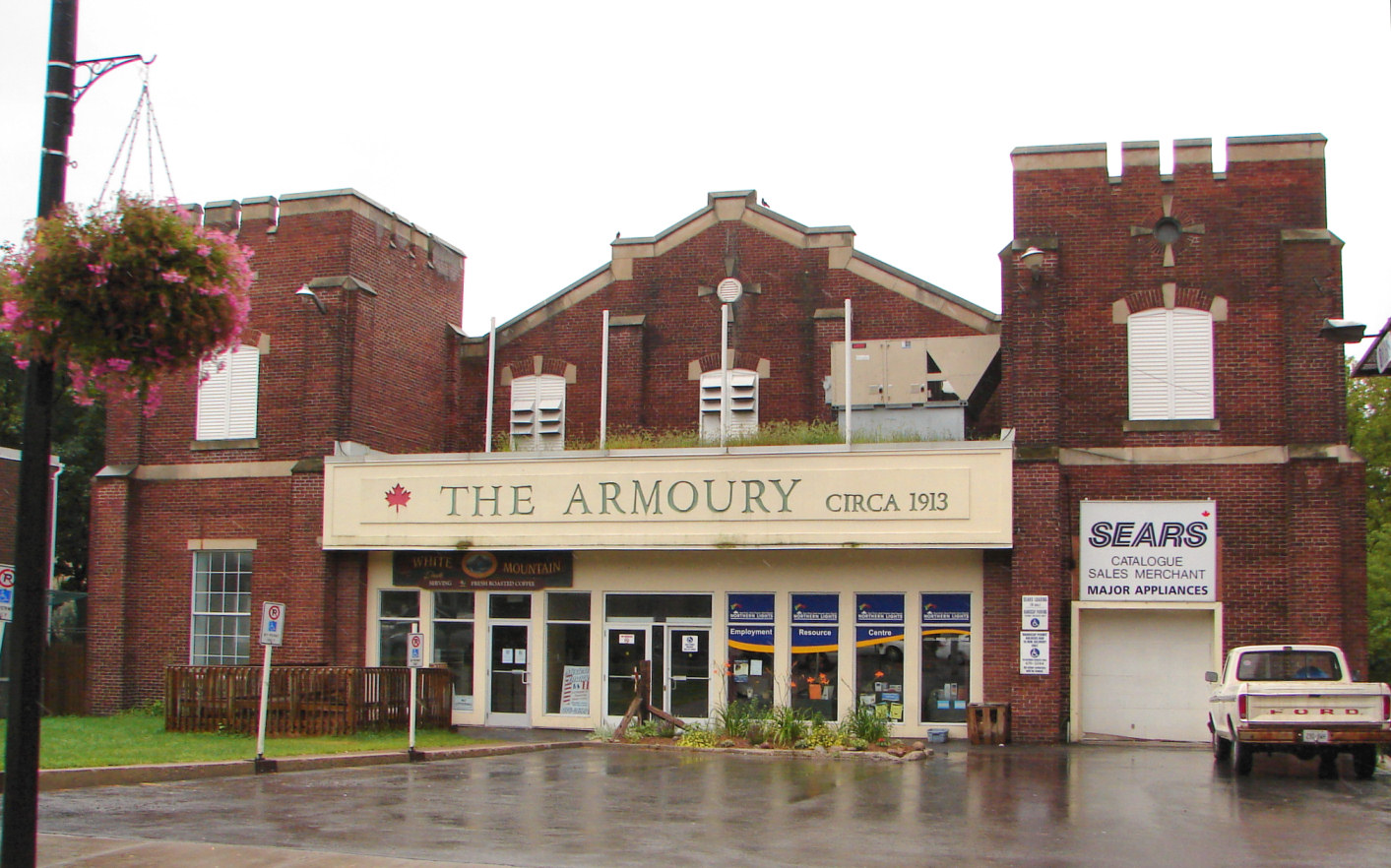
Ville de Picton.
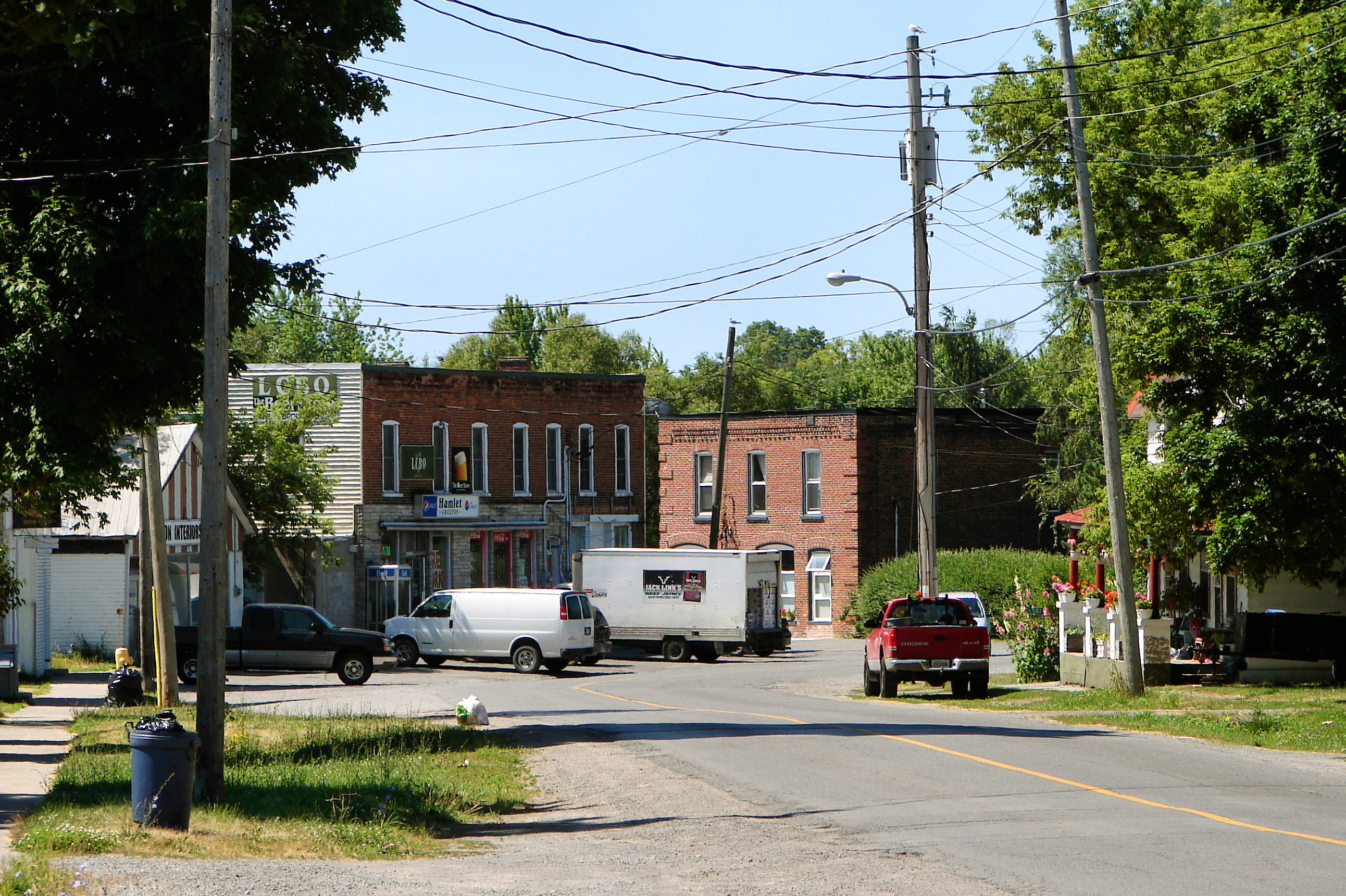
Localité de Consecon.